# Марко Шљиварић
Марко Шљиварић (12. октобар 1762 — 27. март 1838) био је француски генерал.
Као крајишки официр борио се у Лици, у аустријској војсци 1809. године против Француза. После стварања Илирије служио је у француским јединицама Војне Хрватске. У 1812. години командант је хрватског 1. и 3. провизорног пука који су у саставу 2. корпуса у Великој армији учествовали у Наполеоновом походу на Русију и истакли се у борбама на Березини. После Наполеоновог пада Аустрија му није признала чин генерала, те је Шљиварић остао у Француској и тамо умро као командант тврђаве Антиб.